# Doğan Holding
Doğan Holding es un grupo empresarial turco, uno de los conglomerados más grandes del país. Opera en las industrias de energía, medios de comunicación, industria, comercio, seguros y turismo. Fundada en 1980 por Aydın Doğan, quien sigue siendo un accionista importante, la empresa está dirigida por su hija Begümhan Doğan Faralyalı. Las actividades principales de este holding es invertir en los diversos sectores a través de asociadas, para poder dar todo el apoyo necesario a sus subsidiarias y negocios conjuntos para el desarrollo de sus actividades.

## Empresas del grupo
- Medios de comunicación
  - Revista Doğan Burda
  - Doğan Music Production
  - Radyonom
  - Slow Turk
  - Doğan Media International (KanalD Rumania)
  - D Producciones Publicidad y Distribución
  - BluTV (plataforma OTT)
  - Glokal Digital Services (hurriyetemlak.com, sitios web de listados de bienes raíces)
  - NetD Music
- Energía
  - Aytemiz Petrol (red de gasolineras)
  - Galata Wind Energy (energía eólica)
  - Aslancik HEPP (33%)
  - Boyabat HEPP (33%)
  - DOEL (distribución eléctrica)
- Industria
  - Celik Halat
  - Ditas
- Comercialización inmobiliaria y de vehículos de motor
  - Milpa
  - Suzuki
  - Trend Motorcycles
  - Glokal Motor Vehicles
- Servicios financieros y otros
  - Doruk Finansman
  - Factorización Doruk
  - Doğan Organik
  - Öncü Girişim Sermayesi
- Turismo
  - Turismo en Milta (puerto deportivo de Bodrum)
  - Marlin Otelcilik
  - Ilke Turistik
  - Neta Yonetim

El 22 de marzo de 2018, Doğan Holding anunció sus intenciones de vender su división de medios, Doğan Media Group a Demirören Group. La venta fue criticada debido a los estrechos vínculos del Grupo Demirören con el gobierno. El 5 de abril de 2018, la división fue vendida al grupo Demirören.